# Publicis Groupe

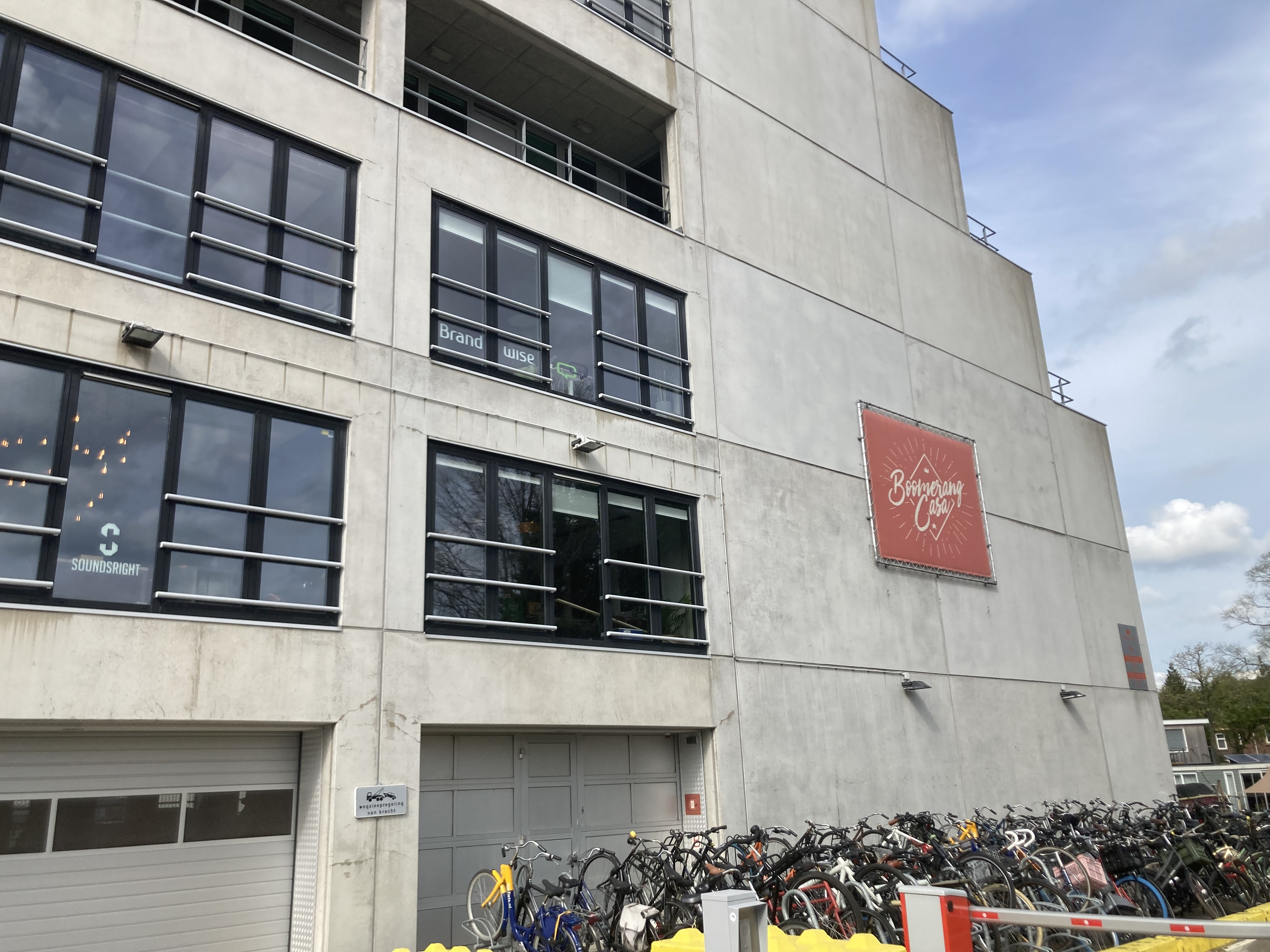
De Nederlandse vestiging van Boomerang en Publicis Groupe (2022)

Publicis Groupe is een internationaal reclame- en communicatieadviesbedrijf. Het hoofdkantoor bevindt zich in Parijs. De groep is aanwezig in meer dan 100 landen en had in 2010 ongeveer 49.000 medewerkers en in 2023 ruim 100.000 medewerkers.

## Geschiedenis
Publicis werd in 1926 opgericht door Marcel Bleustein-Blanchet. De naam was een samentrekking van publicité en six (voor het jaartal 26). Publicis maakte voor reclameboodschappen snel gebruik van de nieuwe media radio (in het begin van de jaren dertig), en bioscoop. Toen de Franse staatsradio stopte met reclame, kocht Bleustein-Blanchet in 1935 een eigen radiostation, Radio Cité in Parijs.
In de Tweede Wereldoorlog moest Publicis sluiten. Bleustein-Blanchet ging in het verzet en noemde zich Blanchet. Na de oorlog zette Bleustein-Blanchet Publicis voort. Het bedrijf groeide stelselmatig, zowel in als buiten Frankrijk. In 1957 opende het zijn eerste kantoor in de Verenigde Staten. Bij de start van televisiereclame in Frankrijk in 1968 verzorgde Publicis de eerste campagne, voor Boursin.
Publicis ging in 1970 naar de beurs.
In 1977 werd Maurice Lévy aangeduid als bestuursvoorzitter (CEO) van Publicis Conseil, de grootste Franse afdeling van Publicis.
In 1978 nam Publicis het Britse bureau McCormack over. In 1984 was het in 23 landen actief. In de jaren 1990 ging de groei nog sneller door een aantal grote overnames. Na het overlijden van Bleustein-Blanchet in 1996 werd zijn dochter, de filosofe Élisabeth Badinter, enige tijd bestuursvoorzitter.
In 2000 nam de Publicis Groupe Saatchi & Saatchi over. Publicis betaalde de overname met eigen aandelen en de waarde van de transactie kwam uit op ongeveer twee miljard euro.
Digitale, interactieve communicatie is een belangrijke tak van het bedrijf geworden, onder meer met de overname van Digitas in 2006 en van het Amerikaanse bedrijf Razorfish van Microsoft in 2009.
Publicis Groupe is een onderdeel van de aandelenindex Euronext 100 en sinds 20 september 2010 van de Franse aandelenindex CAC 40.
Op 28 juli 2013 kondigden Publicis en de Amerikaanse Omnicom Group aan dat ze zouden fusioneren op basis van gelijkwaardigheid. De nieuwe Publicis Omnicom Group zou dan het grootste reclamebedrijf van de wereld worden met een totale marktkapitalisatie van 35,1 miljard dollar. Op 8 mei 2014 werd bekend dat de fusie niet door zou gaan.
In juli 2021 maakte Publicis Groupe Benelux bekend het Amsterdamse Boomerang Agency over te nemen.
AB Inbev ·
ADP ·
Adyen ·
Ahold Delhaize ·
AIB ·
Air Liquide ·
Airbus ·
Aker BP ·
AkzoNobel ·
Alstom ·
ArcelorMittal ·
Argenx ·
ASMI ·
ASML ·
AXA ·
Bank of Ireland ·
BioMérieux ·
BNP Paribas ·
Bouygues ·
Bureau Veritas ·
Campari ·
Capgemini ·
Carrefour ·
Crédit Agricole ·
D'Ieteren ·
Danone ·
Dassault Systèmes ·
DNB ·
DSM-Firmenich ·
Edenred ·
EDP ·
Eiffage ·
Enel ·
ENGIE ·
Eni ·
Equinor ·
EssilorLuxottica ·
Eurofins Scientific ·
Ferrari ·
Galp Energia ·
GBL ·
Generali ·
Heineken ·
ING ·
Intesa Sanpaolo ·
INWIT ·
Ipsen ·
J. Martins ·
KBC ·
Kering ·
Kerry ·
Kingspan ·
KPN ·
Legrand ·
Mediobanca ·
Michelin ·
Moncler ·
Mowi ·
NN Group ·
Norsk Hydro ·
Orange ·
Pernod Ricard ·
Philips ·
Pluxee ·
Poste Italiane ·
Prosus ·
Prysmian ·
Publicis ·
Randstad ·
Recordati ·
Renault ·
Ryanair ·
Safran ·
Saint-Gobain ·
Sanofi ·
Schneider Electric ·
Shell ·
Smurfit Kappa ·
Snam ·
Société Générale ·
Sodexo ·
Solvay ·
Stellantis ·
STMicroelectronics ·
Syensqo ·
Telenor ·
Teleperformance ·
Tenaris ·
Terna ·
Thales ·
TotalEnergies ·
UCB ·
UMG ·
UniCredit ·
Veolia Environnement ·
VINCI ·
Vivendi ·
Wolters Kluwer ·
Worldline ·
Yara